# Витлок, Анна
Анна Витлок (швед. Anna Whitlock ; 13 июня 1852, Стокгольм — 16 июня 1930, там же) — шведская журналистка, педагог-реформатор, суфражистка, феминистка.

## Биография
Родилась в семье торговца. Образование получила в женской семинарии в Стокгольме. Затем в 1869—1870 годах учительствовала, работала гувернанткой в Финляндии в 1870—1872 годах. В 1875 году окончила Королевскую женскую учительскую семинарию. С 1876 по 1878 год изучала язык и педагогику в Швейцарии, Италии и Франции.
В 1878 году основала в Стокгольме школу для девочек. С 1893 года совместно с Эллен Кей (Ellen Key) реорганизовала школу в учреждение с совместным обучением, где делался акцент на преподавании естественных наук для девочек и гуманитарных знаний для мальчиков. В школе использовались новые методы обучения: студенческое самоуправление, разнообразие теоретических и практических работ. В школе придерживались принципов свободы вероисповедания.

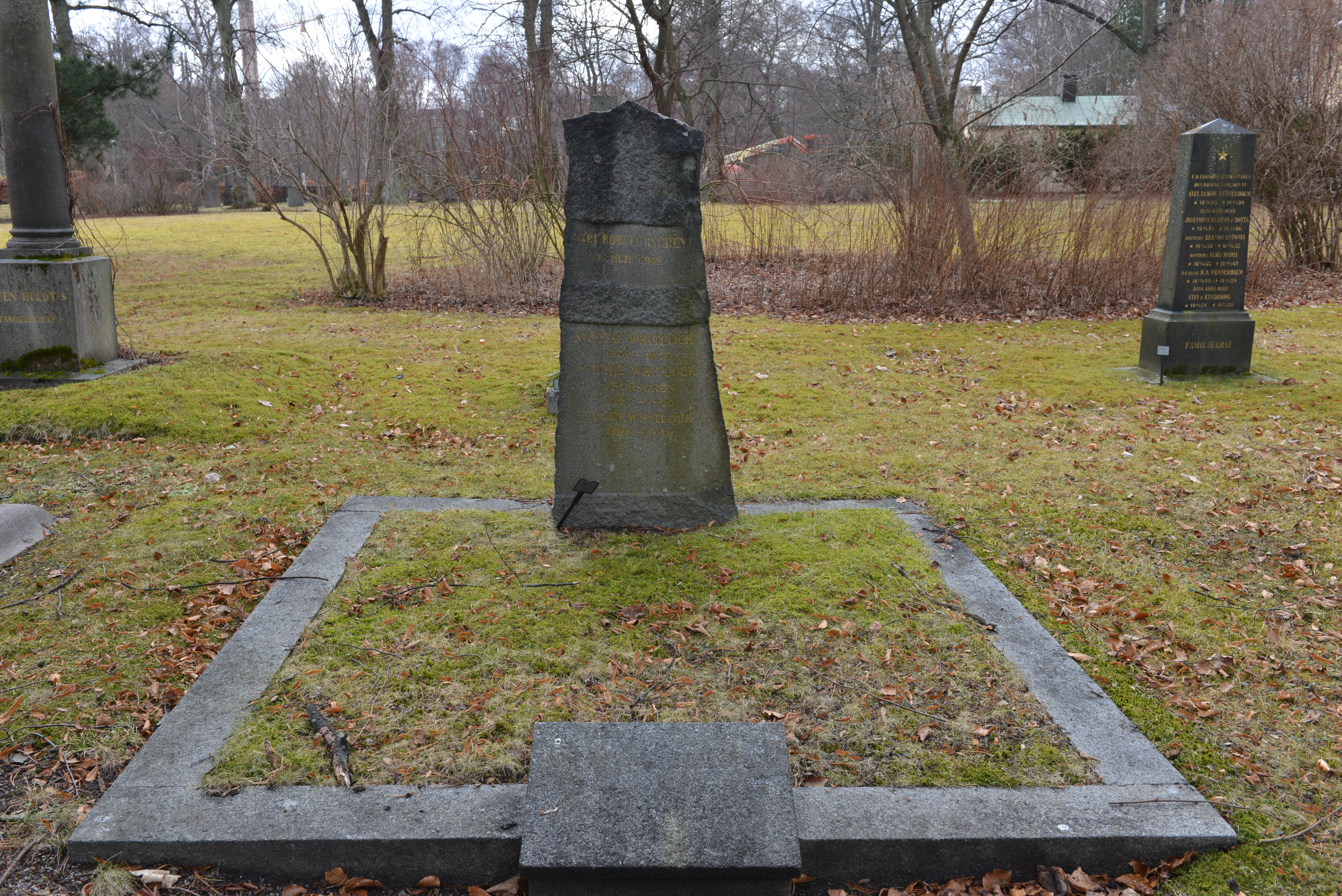
Могила Анны Витлок на Северном кладбище Стокгольма

Общественный деятель. Была соучредителем, членом совета и дважды председателем Национальной шведской ассоциация по избирательному праву женщин (1903—1907 и 1911—1912).
Сотрудничала с газетой «Aftonbladet».
Умерла 16 июня 1930 года. Похоронена на Северном кладбище Стокгольма.

## Награды
- Награждена шведской королевской медалью Иллис кворум (1918).